# أييوس نيكولاوس (هالكيديكي)
أييوس نيكولاوس (Άγιος Νικόλαος) هي مدينة في هالكيديكي في مقاطعة فوريا إلادا في اليونان.
يبلغ عدد سكانها حوالي 1608   نسمة.